# Nannophyopsis
Nannophyopsis is een geslacht van libellen (Odonata) uit de familie van de korenbouten (Libellulidae).

## Soorten
Nannophyopsis omvat 2 soorten:
- Nannophyopsis chalcosoma Lieftinck, 1935
- Nannophyopsis clara (Needham, 1930)